# Stephen Donaldson
Stephen Donaldson (27 de julho de 1946 - 18 de julho de 1996), nascido Robert Anthony Martin Jr. e também conhecido pelo pseudônimo Donny the Punk, foi um ativista americano dos direitos bissexuais e da política. Ele é mais conhecido por seu ativismo pioneiro nos direitos LGBT e na reforma prisional, e por escrever sobre o punk rock e a subcultura.
Ele cunhou o termo “par protetor”.

## Infância e adolescência (1946-1965)
Filho de um oficial da marinha, Donaldson passou a primeira infância em diferentes cidades portuárias do leste dos Estados Unidos e na Alemanha. Mais tarde, Donaldson descreveu seu pai Robert, filho de imigrantes italianos e alemães, como um homem que “não gostava de demonstrar emoções” e sua mãe Lois como “uma texana inglesa e escocesa, artística, de espírito livre, emocional e impulsiva”. Após o divórcio de seus pais em 1953, quando ele tinha sete anos de idade, a mãe de Donaldson sofreu de porfiria aguda (uma doença genética rara), e seu pai ganhou a custódia de Robert e seus dois irmãos. Seu pai se casou novamente vários anos depois.
Aos 12 anos, Donaldson foi expulso dos Boys Scouts por ter se envolvido em comportamento sexual com outros meninos (que, como receptores, não foram punidos). “A desgraça desencadeou uma crise familiar, resolvida com o envio do menino para morar na Alemanha, onde poderia ser vigiado pelos parentes de sua madrasta.” Ele frequentou um internato para meninos, escondendo o fato de ser homossexual dos adultos.
Em abril de 1962, aos quinze anos de idade, Donny retornou aos Estados Unidos para morar com seus avós em West Long Branch, Nova Jersey. No ensino médio, ele foi editor de notícias do jornal da escola, ator e representante do governo estudantil. Ele obteve uma pontuação perfeita no SAT e se formou como orador da turma. Ele também se tornou ativo na política como conservador libertário, apoiando Barry Goldwater para presidente“ e ‘considerou entrar para a Young Americans for Freedom, mas estava tão tenso que primeiro consultou J. Edgar Hoover por carta para saber se a YAF era ’uma organização comunista, comunista subvertida ou em perigo de se tornar uma delas”. Hoover enviou uma resposta “elogiando sua preocupação com o comunismo e, em seguida, abriu um arquivo do FBI sobre o rapaz”. Anos mais tarde, Donaldson recebeu uma cópia de seu arquivo do FBI por meio da Lei de Liberdade de Informação.

Mais tarde, Donaldson escreveu sobre o desenvolvimento de sua identidade sexual:
Aos 18 anos, no entanto, eu me apaixonei por um colega de time de beisebol e minhas brincadeiras sexuais casuais com meninos se transformaram em um assunto muito sério que poderia dominar toda a minha vida. Conversei com alguns adultos de confiança sobre o assunto e fiquei sabendo que, se eu amasse outro garoto, teria de ser “homossexual”.... Só consegui encontrar dois livros sobre o assunto que confirmavam esse rótulo e mencionavam a Sociedade Mattachine em Nova York como uma organização de “homossexuais”. Assim, em uma expedição escolar à “cidade perversa”, dei uma escapada, visitei o escritório da organização e me tornei membro (jurando que tinha 21 anos, já que a Mattachine tinha um medo terrível de lidar com menores de idade), dando assim um status oficial à minha nova identidade.
Em 1965, Donaldson foi para a Flórida passar o verão com sua mãe. "Quando Lois descobriu que o jovem Robert estava tendo um caso com um cubano, ela decidiu punir o filho, revelando seu comportamento em cartas ao ex-marido e à Universidade Columbia, que Donaldson planejava frequentar no outono. Donaldson mudou-se para Nova York, onde, segundo escreveu mais tarde, "Os gays de Nova York me receberam com entusiasmo, ofereceram hospitalidade e me revelaram como um homossexual ’butch‘ (em contraste com as 'queens')". Entre os membros da Sociedade Mattachine que ele conheceu estavam Frank Kameny e Dick Leitsch.

## Anos de faculdade (1965-1970)

### Fundação da Student Homophile League

#### Motivação
Em agosto de 1965, Donaldson “pediu a um assistente social que ligasse para o escritório do reitor para perguntar se a Columbia registraria um homossexual assumido”. Após um atraso de duas semanas, a administração respondeu que ele “teria permissão para se registrar, com a condição de que fizesse psicoterapia e não tentasse seduzir outros alunos”.
Ele ingressou na Universidade Columbia naquele outono e começou a usar o pseudônimo Stephen Donaldson para poder falar abertamente sobre sua sexualidade sem constranger seu pai. Ambos se chamavam Robert Martin, e seu pai lecionava matemática na Universidade Rider, em Nova Jersey. O sobrenome foi baseado no primeiro nome, “Donald”, do colega de time de beisebol que foi seu primeiro amor. Seu primeiro ano de faculdade foi difícil: ele não conheceu outros alunos ou professores bissexuais e teve de mudar de uma suíte compartilhada para um quarto individual quando seus colegas de quarto “disseram ao reitor da faculdade, David Truman, que se sentiam desconfortáveis em conviver com um homossexual.” Aparentemente ambivalentes, eles ofereceram a Donaldson “grandes desculpas e disseram que perceberam que não deveriam se sentir” relutantes em conviver com ele.

No verão de 1966, Donaldson começou um relacionamento com o ativista gay Frank Kameny, que exerceu grande influência sobre ele. Donaldson escreveu mais tarde:
Frank me deu uma educação completa sobre a homossexualidade e o movimento homófilo, instruindo-me também sobre como reagir aos ataques da psiquiatria, da religião, da lei, etc., etc. Ele moldou amplamente minha ideologia gay e continuou a me influenciar mesmo depois que me separei dele ideologicamente em 68 e 69.
Em agosto, Kameny levou Donaldson a Cherry Grove, em Fire Island, onde ele “ficou entusiasmado ao conhecer outro estudante gay da Columbia [James Millham] e ao saber que Millham morava com seu amante, um estudante da Universidade de Nova York, em um dos dormitórios da Columbia”.

#### Luta com a Columbia pela carta constitutiva
Naquele outono, Donaldson sugeriu a Millham “que eles formassem uma organização semelhante à Mattachine no campus, o que ele imaginava como ‘o primeiro capítulo de uma confederação em expansão de grupos homófilos estudantis’.” A princípio, Donaldson não conseguiu obter o reconhecimento oficial da Student Homophile League (SHL) (agora chamada de Columbia Queer Alliance), pois a Columbia exigia uma lista de membros. Donaldson e Millham eram os únicos estudantes gays dispostos a fornecer seus nomes. Isso impediu que o grupo recebesse financiamento da universidade ou realizasse eventos públicos no campus, até que Donaldson percebeu que “recrutando os líderes estudantis mais proeminentes para se tornarem membros pro forma, ele poderia satisfazer a administração sem comprometer o anonimato dos estudantes gays, e a Columbia fundou oficialmente o primeiro grupo estudantil de direitos gays do país em 19 de abril de 1967”, e, posteriormente, o primeiro movimento estudantil LGBT conhecido.

#### Publicidade e polêmica
Em 27 de abril, um artigo sobre a organização foi publicado no jornal estudantil, o Columbia Spectator, que os alunos “pareciam pensar que (...) era algum tipo de brincadeira de primeiro de abril”. Logo ficou claro que não era. O Columbia Spectator publicou um editorial elogiando a fundação do grupo e publicou cartas de alunos atacando e defendendo a decisão. Nesse ponto, não havia oposição aparente do corpo docente ou da equipe da Columbia. O grupo incipiente foi aconselhado pelo capelão da universidade, o reverendo John D. Cannon, que deu permissão para que eles realizassem reuniões em seu escritório e, mais tarde, permitiu que Donaldson realizasse o horário de expediente lá.

Apesar de ter “assegurado à administração que a publicidade seria mantida no mínimo”, Donaldson “lançou uma campanha agressiva de informação pública sobre a SHL e a homossexualidade”, certificando-se de que ela fosse coberta pela estação de rádio WKCR de Columbia, onde ele era membro da equipe. Ele também enviou “pelo menos três comunicados à imprensa para vários jornais de grande circulação, agências de notícias e revistas com distribuição nacional e internacional”. O grupo recebeu pouca cobertura até que o defensor dos direitos dos homossexuais Murray Schumach viu o artigo do Columbia Spectator e escreveu um artigo, intitulado “Columbia Charters Homosexual Group”, que apareceu na primeira página do The New York Times em 3 de maio de 1967:
O presidente, que usava o pseudônimo Stephen Donaldson, disse em uma entrevista por telefone na noite passada que a organização havia sido formada porque “queríamos fazer com que a comunidade acadêmica apoiasse a igualdade de direitos para os homossexuais” .... Em sua declaração de princípios, a organização lista 13 pontos, incluindo ... que “o homossexual está sendo injusta, desumana e selvagemente discriminado por grandes segmentos da sociedade americana”.
O artigo também citou o Dr. Harold E. Love, presidente do Comitê de Organizações Estudantis da Universidade Columbia, que disse que não havia motivo para negar o pedido, uma vez que eles haviam determinado que se tratava de uma “organização estudantil de boa-fé”. O artigo observou que “fundos teriam sido fornecidos para a organização por alguns ex-alunos da Columbia que teriam tomado conhecimento dela por meio de anúncios em revistas para homossexuais” e que Donaldson disse que o grupo “mantém contato” com grupos homossexuais externos, mas não é controlado por eles. O ex-aluno apoiador era Foster Gunnison Jr., membro fundador da Conferência Norte-Americana de Organizações Homófilas, com quem Donaldson havia traçado estratégias para que a organização fosse aprovada. Gunnison “enviou à administração uma carta de apoio e fez uma contribuição em dinheiro”.
O historiador David Eisenbach argumentou em Gay Power: An American Revolution, que “grande parte da influência da SHL cresceu com a atenção da mídia que atraiu.... Em uma semana [após a matéria do The New York Times], os meios de comunicação de todo o país se voltaram para o assunto, com cobertura que variava de favorável a neutra, até a matéria do The Gainesville Sun, intitulada 'Student Group Seeks Rights for Deviants'".

Como resultado da publicidade, houve “confrontos verbais” entre os funcionários da Columbia e a SHL. Brett Beemyn escreveu sobre a reação:
A universidade foi inundada com cartas de indignação, e as páginas do jornal estudantil, o Columbia Daily Spectator, estavam repletas de críticas à decisão. O reitor da faculdade chamou a SHL de “bastante desnecessária”, e o diretor do serviço de aconselhamento expressou preocupação com o fato de o grupo promover “comportamento desviante” entre os alunos. O forte apoio do conselheiro da liga, o capelão da universidade, aparentemente impediu que as autoridades da Columbia revogassem o estatuto do grupo, mas “ele foi proibido de exercer uma função social por medo de que isso levasse a violações das leis de sodomia do Estado de Nova York”.
Uma surpreendente fonte de oposição a Donaldson e à SHL foi a Sociedade Mattachine de Nova York (MSNY), cujo presidente Dick Leitsch “se ressentia da atenção da mídia que a SHL havia gerado”. Com o apoio unânime da diretoria, Leitsch entrou em contato com “Frank Hogan, promotor público de Manhattan e membro do Conselho de Administração da Columbia, para aconselhá-lo sobre como prejudicar a SHL”. Em uma carta para Hogan, Leitsch escreveu:
O homem que usa o pseudônimo Stephen Donaldson é conhecido por mim e pela Sociedade Mattachine como um membro irresponsável e em busca de publicidade de um grupo político extremista. Temos sérias dúvidas quanto à sua sinceridade em seu objetivo declarado de ajudar os homossexuais e achamos que ele pode ser, em vez disso, um extremista fanático, interessado em destruir o movimento homófilo.
Donaldson foi defendido pelos líderes homossexuais Barbara Gittings, Frank Kameny e Forest Gunnison.

#### Capítulos e organizações subsequentes
A publicidade também fez com que estudantes de outras universidades entrassem em contato com Donaldson para fundar grupos. Em 1968, Donaldson certificou seções da SHL na Universidade Cornell, lideradas por Jearld Moldenhauer e aconselhadas pelo padre radical Daniel Berrigan; na Universidade de Nova York, lideradas por Rita Mae Brown; e na Universidade Stanford. Em 1969, foram criadas seções no Instituto de Tecnologia de Massachusetts por Stan Tillotson, na Universidade Estadual de São Francisco e na Universidade Rutgers pelo afro-americano Lionel Cuffie. A Universidade de Massachusetts Amherst ganhou uma seção em 1970. Outros grupos gays do campus fora da rede SHL incluíam o Comitê Homófilo da Universidade de Boston, o Fight Repression of Erotic Expression (FREE) na Universidade de Minnesota e o Homosexuals Intransigent no City College de Nova York.
Donaldson esteve “fortemente envolvido durante o restante da década de 1960, não apenas como líder nacional da Student Homophile League, mas também como diretor eleito da Conferência Norte-Americana de Organizações Homófilas (NACHO) e de sua subsidiária regional do leste”. Em 1971, havia cerca de 150 grupos de estudantes gays em faculdades e universidades “muitas vezes com sanção oficial e com notável aceitação dos colegas”.

### Carreira de escritor
Donaldson começou sua carreira de escritor na faculdade, trabalhando nos verões como repórter da Associated Press e do The Virginian-Pilot e escrevendo uma coluna regular para a revista Gay Power de Nova York e reportagens ocasionais para o The Advocate.
Ele também trabalhou nos verões como estagiário legislativo nos escritórios dos representantes dos EUA Howard H. Callaway (republicano, Geórgia) e Donald E. Lukens (republicano, Ohio). Frank Kameny foi quem conseguiu o primeiro estágio para Donaldson, que foi no verão de 1966.
Em Nova York, Donaldson financiou “sua educação trabalhando como gigolô, primeiro no famoso cruzamento da Fifty-third Street com a Third Avenue, depois como garoto de programa em um prostíbulo. Ele alegou ter atendido vários clientes famosos, incluindo Rock Hudson e Roy Cohn".

### Outras atividades contraculturais
Enquanto estava na Columbia, Donaldson “experimentou maconha e LSD” e se descreveu como “ordenado na igreja psicodélica”, orientando usuários de LSD pela primeira vez. Ele escreveu que se tornou um liberal em 1967 em resposta ao Relatório Kerner sobre o racismo contra os negros nos Estados Unidos e passou a se tornar um “radical de pleno direito com valor hippie”. Ele foi preso duas vezes por participar de protestos contra a guerra na Columbia, inclusive uma ‘libertação’ do escritório do presidente da Columbia, Grayson Kirk, passando uma noite na cadeia em 1968.

### Desconforto com o movimento de liberação gay
Em 1966, Donaldson se apaixonou por uma mulher, Judith “JD Rabbit” Jones (que mais tarde ele considerou sua “companheira para toda a vida”)e começou a se identificar como bissexual. Seu “crescente sentimento de desconforto com a bifobia no movimento de libertação homossexual/gay foi um fator importante” em sua decisão de abandonar o movimento e se alistar na Marinha depois de se formar com honras em Columbia em 1970.

## Experiência militar (1970-1972)

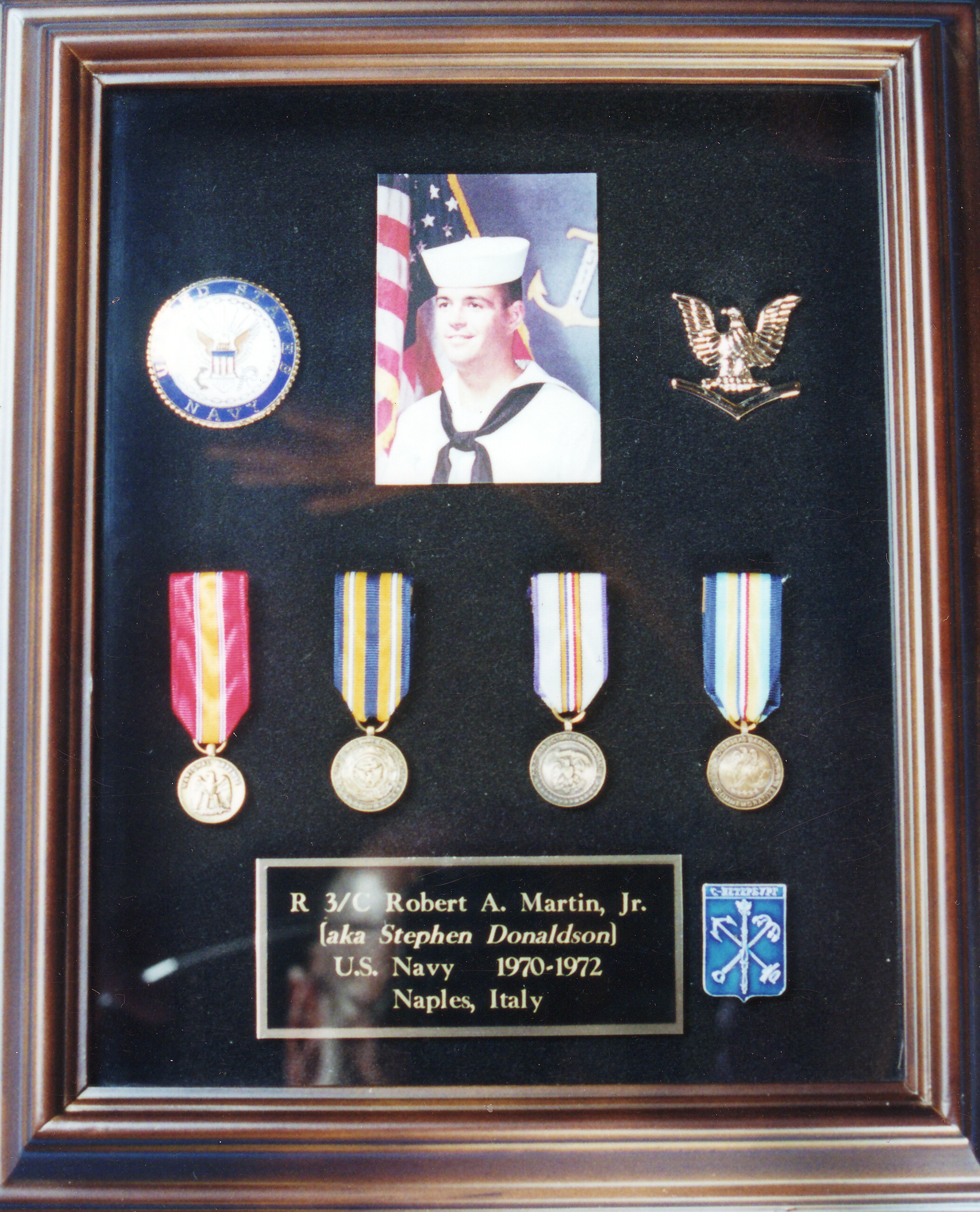
Retrato militar, medalhas e insígnias de Robert Martin (Stephen Donaldson).

Donaldson tinha um desejo antigo de se alistar na Marinha, chegando a comprar um uniforme de marinheiro durante a faculdade, com o qual passeou pela cidade e fingiu ser um militar em uma visita a uma base naval em Pensacola, Flórida, e manteve uma “identificação duradoura com marinheiros e navegação marítima”. Depois de se formar na Columbia em 1970, ele se alistou e serviu como operador de rádio em uma base da OTAN na Itália com um histórico impecável até que "escreveu a um antigo colega de navio, Terry Fountain, sobre suas últimas aventuras sexuais [com homens e mulheres] em seu atual porto de Nápoles, na Itália". Depois que Fountain deixou a carta sem supervisão em sua mesa, alguém a entregou ao Serviço Naval Investigativo Criminal, que supostamente coagiu Fountain a assinar uma declaração de que havia tido relações sexuais com Donaldson, o que Fountain posteriormente desmentiu. Em 1971, “a Marinha anunciou sua intenção de liberar [Donaldson] por dispensa geral com base na suspeita de envolvimento homossexual.” Como Randy Shilts escreveu em Conduct Unbecoming: Gays and Lesbians in the US Military:
Nas dezenas de milhares de audiências desde a Segunda Guerra Mundial em que ações comparáveis foram tomadas com base em evidências comparáveis, o assunto terminou ali, com o marinheiro se escondendo em desgraça. O suboficial Martin, no entanto, tornou público o que havia acontecido com ele e jurou lutar por uma dispensa honrosa. Além disso, ele conseguiu um apoio poderoso.
Esses apoiadores incluíam seis representantes do Congresso, incluindo Bella Abzug, de Nova York (que chamou seu caso de “caça às bruxas”) e Edward Koch; os senadores Richard Schweiker, da Pensilvânia, e Sam Ervin, da Carolina do Norte; o presidente da American Psychiatric Association (APA), Judd Marmor (que havia sido “influente na remoção da homossexualidade da lista oficial de distúrbios clínicos da APA”); o chefe de operações navais, almirante Elmo R. Zumwalt Jr.; e o presidente da American Civil Liberties Union, que forneceu um advogado para representá-lo.
Até mesmo o reitor da Columbia College, Carl Hovde, enviou à Marinha uma carta elogiando Martin como “um homem por quem tenho grande respeito” e fazendo a afirmação de que o jovem “nunca buscou controvérsia”.
Apesar do apoio, ele recebeu uma dispensa geral em 1972. Donaldson continuou a lutar, e, em 1977, sua dispensa foi elevada para “honrosa” como parte do “programa de anistia do presidente Jimmy Carter para os desertores e membros do serviço militar da Guerra do Vietnã”, ocasião em que disse à Gay Week
O que uma dispensa honrosa significa para mim é que é a maneira de a nação dizer que tem orgulho dos veteranos gays e, por extensão, que tem orgulho de milhões de veteranos gays e dos atuais militares. Percorremos um longo caminho".
De acordo com David Eisenbach:
A inovadora batalha pública de Martin contra a Marinha deu início a uma série de contestações bem divulgadas às dispensas militares que aproveitaram e direcionaram a energia do movimento pelos direitos dos gays na década de 1970.

## Ativismo bissexual (1972-1977)
Mais tarde, Donaldson resumiu sua experiência militar e a transição subsequente em sua vida:
Depois de quase dois anos como marinheiro, fui expulso por “envolvimento homossexual”, uma acusação que recebi pouco depois de me tornar um quaker budista e, portanto, um pacifista. Amargurado por essa segunda expulsão homofóbica, que me privou da identidade que eu amava mais do que qualquer outra - a de marinheiro - e como bissexual que não se sentia mais à vontade com o movimento de libertação gay, me vi em junho de 1972 participando da Conferência Geral de Amigos anual em Ithaca, Nova York; o tema do ano era “Onde os Amigos Devem Ser Pioneiros Agora?” Contemplando essa pergunta, organizei um workshop improvisado sobre bissexualidade e fiquei surpreso ao encontrar 130 quakers, um em cada dez participantes da Conferência Geral, lotando cinco salas de reunião e um auditório para dois dias de discussões animadas baseadas mais na experiência do que em teorias abstratas. Finalmente, eu estava cercado de amigos/as com identificação bissexual, considerando formalmente o tema da bissexualidade. Assim, a identidade me levou ao ativismo.
Donaldson escreveu sobre sua experiência na conferência no final daquele verão:
A falta de informações confiáveis sobre bissexualidade, homossexualidade e sexualidade em geral era uma preocupação de muitos desses amigos. Os amigos bissexuais falaram livremente sobre suas condições e responderam a muitas perguntas. Houve consenso de que muitos amigos precisavam se informar muito mais sobre esses assuntos e que a melhor maneira de fazer isso seria por meio de reuniões mensais e anuais e em futuras conferências gerais.
Esse grupo adotou por consenso a “Declaração de Ithaca sobre Bissexualidade”:
A Declaração, que pode ter sido “a primeira declaração pública do movimento bissexual” e “foi certamente a primeira declaração sobre bissexualidade emitida por uma assembleia religiosa americana”, foi publicada no Friends Journal e no The Advocate em 1972.
Após uma série de reuniões, foi formado o Comitê de Amigos sobre a Bissexualidade, com Donaldson (usando o nome Bob Martin) como seu presidente até que ele deixou os Quakers em 1977.
Donaldson esteve envolvido no movimento bissexual de Nova York em meados da década de 1970, por exemplo, participando em 1974 de um painel da Gay Activists Alliance com Kate Millett. Donaldson propôs a crença de que, em última análise, a bissexualidade seria percebida como muito mais ameaçadora para a ordem sexual predominante do que a homossexualidade, porque potencialmente subvertia a identidade de todos (a ideia de que todos são potencialmente bissexuais era muito difundida) e não poderia, ao contrário da homossexualidade exclusiva, ser confinada a um gueto segregado, estigmatizado e, portanto, controlável.
Atribui-se a ele, à ativista bissexual Brenda Howard e ao ativista gay L. Craig Schoonmaker a popularização da palavra “Orgulho” para descrever as celebrações do Orgulho LGBT que agora são realizadas em todo o mundo todo mês de junho.

## Experiências e consequências da prisão em Washington (1973)

### Manifestações e encarceramentos
Após ser dispensado da Marinha em 1972, Donaldson mudou-se para Washington, D.C., onde “trabalhou como correspondente do Pentágono para o Overseas Weekly, um jornal de propriedade privada distribuído aos militares americanos que estavam em bases na Europa”. Donaldson se considerava um quaker e participava da Reunião Mensal de Langley Hill, onde fazia parte de um grupo influenciado por “uma série de reuniões de oração na Casa Branca patrocinadas pela Community for Creative Non-Violence (CCNV)”, que sentiu o chamado para “realizar uma reunião memorial de adoração na Casa Branca para relembrar o bombardeio nuclear de Nagasaki [em seu 28º aniversário] e pelas vítimas de todas as guerras e violência” em 9 de agosto de 1973. Os manifestantes (conhecidos como os “Sete da Casa Branca”) foram presos por entrada ilegal e liberados sob fiança, exceto Donaldson, que se recusou e passou a noite na cadeia antes de ser liberado por um juiz na manhã seguinte. Em 14 de agosto, Donaldson foi um dos 66 manifestantes (incluindo Daniel Berrigan) que participaram de uma oração patrocinada pelo CCNV na Casa Branca, protestando contra o bombardeio do Camboja, onde foi novamente preso. Donaldson novamente se recusou a pagar fiança. Em um relato de 1974, sob o pseudônimo de Donald Tucker, ele explicou:
Eu também estava protestando contra o sistema de fiança, segundo o qual os privilegiados, os brancos e a classe média escapam dos confinamentos pré-julgamento que recaem automaticamente sobre os pobres e negros. Em sã consciência, eu não podia aproveitar os privilégios disponíveis para mim. Mesmo na prisão, entretanto, não pude escapar desses privilégios. Fui enviado diretamente para o bloco de celas quatro, terceiro andar - a área privilegiada onde eu jogava xadrez com Gordon Liddy, onde os quartos individuais para 45 prisioneiros respeitáveis nunca eram trancados.
Liddy escreveu em sua autobiografia que soube que Donaldson trabalhava para o The Washington Post, suspeitou que ele estivesse na prisão “para tentar roubar uma marcha” de Bob Woodward e Carl Bernstein obtendo uma história em primeira mão” e expressou o desejo de que ele fosse transferido para outro lugar.
No entanto, o próprio Donaldson, em “The Punk Who Wouldn't Shut Up”, afirma que o capitão da guarda Clinton Cobb o transferiu para o bloco de celas mais perigoso da prisão e que seus estupros subsequentes foram organizados porque o guarda acreditava que Donaldson estava escrevendo um artigo sobre corrupção na prisão para o The Washington Post. Ao se registrar, ele ingênua e honestamente listou sua profissão como “Jornalista”.
Naquela noite, Donaldson foi atraído para uma cela por um prisioneiro que alegou que ele e seus amigos queriam “discutir pacifismo” com ele em suas celas. Ele foi então estuprado por via oral e anal dezenas de vezes por cerca de 45 detentos do sexo masculino. Ele sofreu abusos adicionais uma segunda noite antes de fugir de seus torturadores (dois dos quais o estavam "vendendo" para os outros em troca de cigarros) e desmaiou, soluçando, no portão do bloco de celas, onde os guardas o resgataram. Depois de um exame à meia-noite no D.C. General Hospital (durante o qual permaneceu algemado), ele foi devolvido ao hospital da cadeia, sem receber tratamento para lesões físicas ou trauma emocional.
Mais tarde, Donaldson afirmou que os guardas lhe disseram que ele havia sido deliberadamente enganado pelo Capitão Cobb. Na manhã seguinte, Lucy Witt pagou sua fiança e o levou a um médico.

### Publicidade e audiências
No dia seguinte, 24 de agosto, Donaldson realizou uma coletiva de imprensa, tornando-se o primeiro sobrevivente de estupro na prisão a contar publicamente suas experiências; isso resultou em publicidade “maciça e prolongada” (sob seu nome legal, Robert Martin). Todos os três jornais de Washington publicaram longas histórias; jornais de Hartford a Miami captaram o fato por meio de agências de notícias e todas as três estações de TV afiliadas à rede publicaram entrevistas filmadas.
Uma estação de televisão e um jornal publicaram editoriais. Sob a manchete “Nightmares at D.C. Jail”, o Star-News escreveu: “.... É particularmente irônico que a vítima desse último pesadelo tenha optado por ir para a cadeia em vez de pagar uma fiança porque ‘queria entender, por experiência própria, como é o sistema prisional’. Ele sobreviveu à lição, mas por pouco. E sendo um homem de compreensão incomum, ele também pode sobreviver aos efeitos posteriores."

Em 28 de agosto, Donaldson se reuniu com o advogado William Schaffer, que concordou em representá-lo em uma possível ação civil contra o Departamento de Correções de D.C. com o objetivo de pressionar os funcionários a fazer grandes melhorias no sistema carcerário. Donaldson escreveu no ano seguinte sobre esse “período de agonia”:
Eu estava diante de uma decisão terrível: cooperar com a acusação dos dois jovens detentos que haviam cometido os estupros, entrar com uma ação contra o Departamento de Correções ou desistir do processo legal.
A perspectiva de dar aos meus agressores uma pena de prisão ainda mais longa era contrária às [minhas profundas convicções]. No entanto, muitos dos que estavam trabalhando para mudar o sistema penal achavam que a primeira acusação de um caso de estupro na prisão abriria um precedente significativo e teria um efeito dissuasivo real sobre tais situações no futuro.
Bill Schaffer estava me aconselhando que o processo civil seria consideravelmente prejudicado se eu não levasse adiante o processo contra os presos. Ele estava confiante em ganhar a ação, mas me alertou que o governo provavelmente se defenderia fora do tribunal, lançando uma campanha de difamação na imprensa contra mim e as pessoas próximas a mim...

Dividido entre meus princípios rígidos e minha dor particular, passei semanas no inferno tentando chegar a uma decisão.
Após deliberações com a Reunião de Langley Hill, Donaldson decidiu, em 20 de outubro, não entrar com uma ação civil e não cooperar com o inquérito do grande júri para uma ação criminal contra seus agressores.

### Resultados do julgamento
Donaldson e o restante dos Sete da Casa Branca se defenderam da acusação de entrada ilegal feita em 9 de agosto; eles foram considerados culpados e sentenciados em 26 de setembro a “escolher entre US$ 25 ou cinco dias de prisão ou um ano de liberdade condicional sem supervisão, condicionada à promessa de não violar nenhuma lei local, estadual ou federal durante esse período”. Donaldson rejeitou totalmente a liberdade condicional. “Não posso prometer obedecer a todas as leis dos Estados Unidos”, disse ele, “porque se houver uma lei injusta que precise ser violada para promover os propósitos divinos, eu a violarei”.
A princípio, Donaldson preferiu ir para a cadeia em vez de pagar a multa, o que ele considerava uma cooperação com o governo. Ele mudou de ideia depois de descobrir que seria devolvido à mesma prisão em Washington, D.C. Ele lamentou o fato: "Minha consciência me diz que eu deveria ter ido (para a prisão), mas eu estava tremendo muito. Era óbvio que eu não conseguiria passar por isso novamente. Não podia voltar para lá."
Quanto à acusação de 14 de agosto, que levou à sua traumática prisão, Donaldson recusou-se a se declarar culpado (ao contrário da maioria dos presos, que se declararam inocentes) e foi a julgamento sozinho em 28 de setembro. Representando a si mesmo, Donaldson testemunhou sobre questões legais, morais e religiosas (incluindo uma explicação sobre carma e meditação silenciosa). Quando o júri deu o veredicto de inocente em 1º de outubro, houve muita alegria na pequena sala do tribunal.

### Efeitos sobre Donaldson
Os ferimentos no reto de Donaldson foram tão graves que exigiram cirurgia e ele teve que passar uma semana no Hospital de Veteranos de Washington D.C. Ele disse mais tarde: “O governo costurou os rasgos em meu reto que o governo provocou.”

Em um relato publicado em 1974 no Friends Journal, Donaldson perguntou:
Por que fui chamado para tal sofrimento? O que ele conseguiu? Como Deus pode me levar a tal maldade?.... O dano pelo qual mais peço contas ao Senhor é aquele que minou minha capacidade de confiar nos seres humanos, de ternura, de amor; aquele que rompeu minha integridade e minhas esperanças de relacionamentos mais abertos e honestos com meus semelhantes. Essas são perdas que, uma parte de mim quer dizer, nenhum Deus tem o direito de exigir.
Em 1982, Donaldson escreveu sobre sua falta de sucesso em obter o aconselhamento psicológico necessário após os estupros:
Quando solicitei algum tipo de aconselhamento psicológico em uma reunião de um comitê Quaker, fui encaminhado a um programa de aconselhamento leigo que não me ajudou em nada; o que eu realmente precisava era de psicoterapia pesada. Depois de me matricular em uma faculdade local, encontrei-me com seu serviço de aconselhamento, mas eles também não recomendaram um programa de tratamento. Hoje parece surpreendente, mas ninguém nunca levantou a questão de saber se o trauma do estupro coletivo estava sendo tratado adequadamente. O resultado foi a ausência de qualquer tratamento. Uma grande parte de minha reação emocional foi imediatamente suprimida.
Donaldson escreveu que foi ajudado em sua recuperação sexual por uma mulher compreensiva que o ajudou a recuperar sua confiança. Depois de um ano e meio, ele retornou ao seu nível anterior de atividade sexual. Em 1975, “as emoções reprimidas começaram a subir ao nível da consciência, principalmente na forma de raiva, agressão e uma vigorosa reafirmação de sua própria masculinidade”, levando-o a participar de um grupo de conscientização masculina e, em 1976, a buscar “psicoterapia da forma individual (sem poder pagar mais nada) com um terapeuta leigo”.
De 1974 a 1977, Donaldson fez pós-graduação em Religião na Universidade Columbia e atuou como presidente do Conselho de Administração Estudantil do Earl Hall Center for Religion and Life. Em maio de 1976, foi ordenado monge noviço na ordem budista ortodoxa (Theravada). No final da década de 1970, Donaldson trabalhou intermitentemente como desenvolvedor de jogos de simulação de guerra para a SPI em Nova York e mergulhou na subcultura punk rock de Nova York, centrada na boate CBGB, no centro de Manhattan. Várias tragédias pessoais, incluindo o suicídio de sua mãe em 1976, contribuíram para crises de depressão psicológica.

## Prisões e encarceramentos subsequentes (1976-1990)

### Aceitação do papel de “punk” (1976)
Enquanto viajava para a Flórida para o funeral de sua mãe no final de 1976, Donaldson foi preso depois de urinar no estacionamento de um motel e, em seguida, foi acusado de posse de drogas depois que a polícia revistou seu quarto de hotel e encontrou maconha. Ele foi colocado em um pequeno bloco de celas com quatro prisioneiros brancos e oito negros, a maioria fuzileiros navais de uma base próxima, que exigiam serviços sexuais. Donaldson escreveu mais tarde:
Não querendo repetir a surra que levei na cadeia de D.C., capitulei.... Considerei-me sortudo pelo fato de os blocos serem tão pequenos.... No dia seguinte, os quatro fuzileiros navais brancos vieram até mim e disseram: “Você vai morar conosco!” e assim me tornei o quinto ocupante da cela de quatro beliches.... Eu havia me tornado o Punk desses quatro rapazes, que, no jargão da cadeia, se tornaram meus Homens..... Eles me davam proteção e coisas como selos e lanches, em troca de favores sexuais.
Donaldson ficou agradavelmente surpreso com o fato de que eles o trataram não com o desprezo que ele esperava, mas com calor e afeto genuínos. Grato por sua bondade e proteção, Donaldson decidiu aceitar seu papel de “punk” e fazer o melhor para manter seus homens felizes.
Depois que os prisioneiros negros brigaram com os fuzileiros navais brancos por causa dele, Donaldson foi colocado na solitária, onde permaneceu até o pagamento de sua fiança. Donaldson foi defendido contra a acusação de posse de drogas pelo advogado-chefe da seção estadual da American Civil Liberties Union. O caso foi arquivado devido ao comportamento inconstitucional da polícia.

### Adoção de atitudes na prisão (1977)
Na primavera de 1977, Donaldson ficou deprimido a ponto de cortar o pulso e providenciou sua prisão por venda de LSD em Norfolk, Virgínia, com a esperança, como ele escreveu mais tarde, “de me ver procurado e necessário, de encontrar a calorosa segurança que eu havia experimentado com os fuzileiros navais na prisão do condado”. Donaldson foi colocado na cadeia da cidade, onde era estuprado por gangues todas as noites, até que os guardas foram alertados e ele foi colocado em confinamento solitário para sua proteção (ao que Donaldson se opôs vigorosamente, acreditando que a perda de direitos e privilégios era injusta). Depois de ser liberado para uma cela com negros (que supostamente haviam pago US$ 5 para recebê-lo), Donaldson foi novamente estuprado e “paralisado de terror, com as emoções da Cadeia de D.C. o dominando”, ele lutou contra o agressor, e por isso foi devolvido à solitária. Depois de ser liberado em uma cela com prisioneiros brancos, ele foi saudado: “Ora, é Donny the Punk!”, dando-lhe o apelido.

Donaldson passou por outra mudança mental:
Sob o impacto de estupro, agressão e roubo nessa prisão, acabei abandonando minha crença quaker no pacifismo; minha depressão gradualmente se transformou em raiva contra a prisão e o governo em geral. Esse foi um ponto de virada em minha consciência; passei a me considerar um fora da lei e comecei a adotar atitudes de presidiário. Por fim, aceitei minha identidade como punk e decidi tirar o melhor proveito dela.
Donaldson acabou sendo reivindicado por um companheiro de cela, Terry, que o tratou com bondade. Os dois tinham uma cela só para eles quando um recém-chegado assustado foi transferido para lá e, com o consentimento de Terry, Donaldson decidiu manipular emocionalmente o recém-chegado para que se tornasse seu próprio punk. Donaldson escreveu:
Eu tinha algumas dúvidas sobre tudo isso, mas disse a mim mesmo que estava realmente sendo bom para ele e atendendo às suas necessidades emocionais, que não havia usado violência real nem o ameaçado etc. Na maior parte do tempo, a alegria de demonstrar minha masculinidade, da conquista, da liberação sexual, deixou de lado essas reservas. Em algum lugar no fundo da minha alma, suponho, há um estuprador de porta de cadeia.
Depois de vários meses, o caso de Donaldson foi arquivado pela promotoria após o suicídio do policial que o prendeu. Donaldson escreveu:
Desempregado, usei meu tempo para explorar os significados de minha nova identidade como punk. Envolvi-me muito com a subcultura do punk rock, descobrindo no desafio agressivo dos punk rockers uma válvula de escape para minha própria raiva e, em sua vulnerabilidade, apenas parcialmente obscurecida pela imagem de “durão”, um reflexo de meus próprios sentimentos. Tentando parecer forte e agir com força, comecei a usar uma faca de combate da marinha e depois adquiri uma arma.

### A escuridão à margem da sociedade (1980-1984)

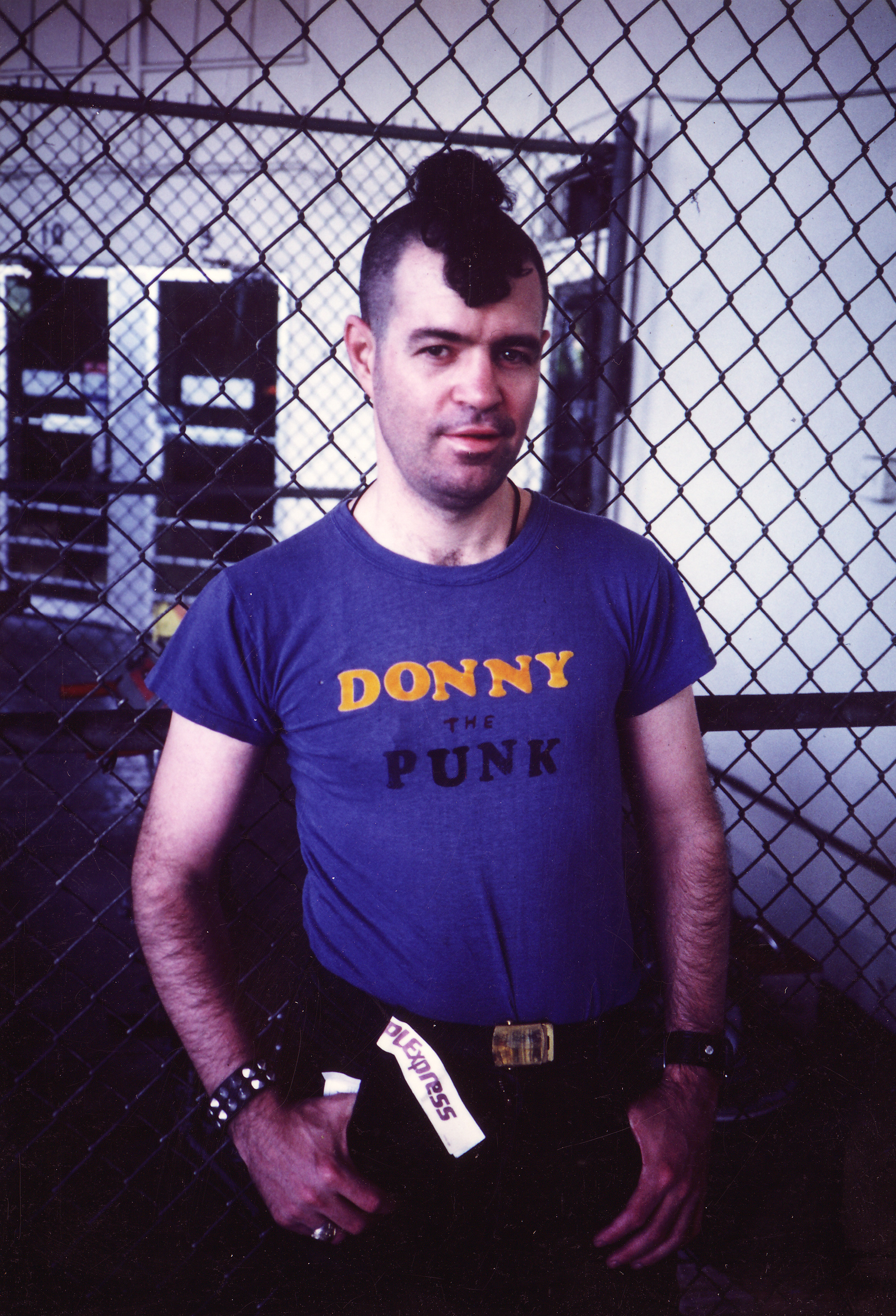
Stephen Donaldson em julho de 1984.

Donaldson continuou a sofrer de depressão, insônia e ataques de pânico no final da década de 1970 e tentou suicídio em 1977, um ano após o suicídio de sua mãe, Lois Vaugahn. Em 1980, Donaldson “chegou ao fundo do poço” e cometeu um incidente semi-destrutivo em um Hospital de Veteranos no Bronx. Depois de ter o tratamento negado após um período de espera de meio dia e de ser solicitado a voltar no dia seguinte, Donaldson voltou com uma arma e a disparou contra uma janela. Durante o julgamento que se seguiu, Donaldson criticou duramente as políticas do governo dos Estados Unidos. No final, o juiz o considerou culpado.
Embora ninguém tenha se ferido, Donaldson foi condenado por assault com intenção de cometer assassinato e sentenciado a dez anos de prisão federal. Ele foi culpado das acusações de 1 a 6: “De forma ilegal, intencional e consciente, dentro da jurisdição marítima e territorial especial dos Estados Unidos, ele apreendeu, confinou, forçou, atraiu, sequestrou e raptou e manteve para resgate e recompensa uma pessoa e cometeu um assault com intenção de cometer assassinato, enquanto estava em um hospital”.

Em um texto escrito da prisão em 1982, Donaldson descreveu o evento:
No início de 1980, surgiram circunstâncias que produziram em mim um sentimento avassalador de impotência, de desamparo, de não ser reconhecido como um ser humano, mas sim de ser tratado em termos puramente burocráticos por uma agência governamental à qual eu havia recorrido em vão com uma necessidade urgente de ajuda.
Senti que minha masculinidade estava em jogo, que eu tinha que recuperar o controle da situação ou ir para o fundo do poço. Como diz a música de Bruce Springsteen, “Sometimes I feel so weak I just want to explode....” (Às vezes me sinto tão fraco que só quero explodir). Esses sentimentos estão diretamente relacionados à minha experiência em D.C., as emoções subconscientes que surgem quando me sinto completamente vulnerável. Nesse estado, saí com uma arma e confrontei violentamente o governo, embora sem ferir ninguém. Eu sabia que voltaria para a cadeia por causa disso e, provavelmente, esse também foi um fator importante para determinar minha ação. Foi na cadeia que senti que conhecia as regras e que poderia encontrar segurança, um meio de lidar com minha impotência. O presidiário em mim estava procurando um caminho para casa, mesmo quando o homem em mim estava contra-atacando, assumindo o controle da situação pela força das armas, devolvendo ao governo parte do estupro que ele havia me dado.

Tendo cumprido meu objetivo, rendi-me à polícia e fui levado mais uma vez para a escuridão à margem da sociedade, para a “escuridão à margem da cidade” sobre a qual Springsteen canta.
Com menos de um ano de sua prisão, Donaldson já havia sido “estuprado uma vez, agredido uma vez e reivindicado por cinco homens diferentes” na prisão e temia ser transferido para sua primeira prisão de segurança máxima, onde passou mais de um ano sob custódia protetora, que ele descreveu como “um retiro solitário” em uma carta a Bo Lozoff. Lozoff era líder do Projeto Prisão-Ashram, que incentiva os condenados a usar suas prisões como ashrams (retiros religiosos) para crescimento espiritual. Em sua correspondência, Donaldson expressou seu desejo de ajudar outros prisioneiros, mas lamentou que:
Escrever e trabalhar sobre a questão do estupro e a escravização de punks (e gays) representa um grande dilema para meu próprio trabalho espiritual...[porque] tudo o que faço reforça minha própria identidade como punk, já que estou falando por experiência.... Talvez uma das razões pelas quais eu trabalhe para ajudar outros punks a transcender sua identidade punk seja o fato de que os resultados destrutivos de assumir essa identidade são muito evidentes em minha própria vida - onde a identidade se tornou tão firmemente ligada a ponto de fazer parte de meu próprio nome, “Donny the Punk”. Oh, médico, como curar a si mesmo?
Donaldson foi libertado em liberdade condicional em abril de 1984 e retornou à cidade de Nova York. Durante as décadas de 1980 e 1990, Donaldson trabalhou voluntariamente como conselheiro de homens vítimas de agressão sexual e falou publicamente em diversos fóruns sobre a questão do estupro de prisioneiros. Em 1987-88, ele visitou a Índia para estudar religião e lá foi iniciado na tradição Veerashaiva do hinduísmo Shaivite. Essa viagem constituiu uma violação da liberdade condicional e resultou em outro período na prisão federal em 1990. Em 1992, Donaldson visitou a Europa para conhecer músicos e fãs de punk rock e para dar palestras sobre a cena punk americana. Durante todo esse período, ele avançou em sua carreira como editor e escritor. Seus textos curtos sobre temas como punk rock, condições carcerárias, budismo e sexualidade apareceram em várias revistas e publicações underground.

## Estupro de prisioneiros
Por intermédio de Bo Lozoff, Donaldson conheceu Tom Cahill, cuja correspondência com Lozoff também apareceu em We're All Doing Time. Cahill era “um veterano da Força Aérea que se tornou ativista da paz quando foi preso por desobediência civil em San Antonio, Texas, em 1968. Nas primeiras vinte e quatro horas, [ele] foi espancado, estuprado por uma gangue e torturado de outras formas", supostamente como parte do Programa de Contrainteligência do FBI devido aos posicionamentos de Cahill contra a Guerra do Vietnã.

Por volta de 1983, Cahill ressuscitou a extinta organização “People Organized to Stop Rape of Imprisoned Persons” (POSRIP), fundada em 1980 por Russell Smith. Em 2004, Cahill relembrou:
Quando Donny e eu nos conectamos em 1985, ele concordou em ser presidente e eu me tornei diretor. Embora na época eu vivesse sob um trailer com vazamento na traseira de uma caminhonete velha e surrada nas ruas de São Francisco, eu era um pouco mais estável do que ele. Por isso, usamos minha caixa postal e o serviço de mensagens telefônicas. Com Donny em Nova York e eu na Costa “Esquerda”, éramos vozes no deserto tentando chamar a atenção para um crime grave e maciço em andamento.
Donaldson tornou-se presidente da Stop Prisoner Rape, Inc. (SPR), que ele e Cahill a incorporaram em meados da década de 1990 a partir da POSRIP. A organização (desde 2008 conhecida como Just Detention International) ajuda os prisioneiros a lidar com o trauma psicológico e físico do estupro e trabalha para evitar que os estupros aconteçam. Donaldson foi talvez o primeiro ativista contra o estupro masculino nos Estados Unidos a ganhar atenção significativa da mídia. Escrevendo em nome da SPR, ele apareceu na página Op-Ed do The New York Times, bem como em outras grandes mídias. Ele testemunhou em nome da American Civil Liberties Union em seu caso ACLU et al. v. Reno, que foi para a Suprema Corte dos EUA.

## Ativismo e escrita
Como “Donny the Punk”, Donaldson já era um escritor e personalidade respeitada nas subculturas punk e skinhead antirracista. Ele havia publicado em zines punk como Maximumrocknroll, Flipside e J.D.s. Em meados da década de 1980, Donny foi o principal organizador do Alternative Press & Radio Council (APRC), que reunia membros da comunidade punk (como editores de fanzines e DJs de rádio universitários) das cidades de Nova York, Nova Jersey e Connecticut.
Esse grupo cooperativo se reunia aos domingos antes das matinês semanais de hardcore do CBGB e organizava vários concertos beneficentes. O grupo publicou um boletim informativo e lançou um LP de compilação pela Mystic Records em 1986, intitulado Mutiny On The Bowery. A compilação apresentava gravações ao vivo dos concertos beneficentes do grupo. Entre outros membros ativos do APRC estavam Pat Duncan, DJ da WFMU-FM, Mykel Board, colunista do Maximumrocknroll, e Jim Testa, editor do Jersey Beat.
Donaldson foi editor associado da Encyclopedia of Homosexuality (Garland Publishing, 1990). Ele foi editor-chefe de uma edição concisa da enciclopédia, que nunca foi publicada.

## Legado e honras
Donaldson morreu de uma infecção brônquica em 1996, aos 49 anos de idade. Na época, ele era soropositivo.
Após a morte de Donaldson, a Columbia Queer Alliance rebatizou seu lounge estudantil em sua homenagem. A SPR continuou a trabalhar pelos direitos dos prisioneiros. Ela contribuiu para a aprovação da primeira lei dos EUA contra o estupro na prisão, a Lei de Eliminação do Estupro na Prisão de 2003. A questão do estupro e dos direitos dos prisioneiros continua a receber atenção nacional e estadual.